# Убийства в долине Льюистон-Кларкстон
Убийства в долине Льюистон-Кларкстон (англ. Lewis Clark Valley murders) — серия убийств и загадочных исчезновений молодых людей, произошедших в период с 1979 по 1982 годы в разных городах долины Льюистон-Кларкстон, расположенной на территории штатов Айдахо и Вашингтон. Было зафиксировано 4 случая исчезновений молодых девушек и 1 исчезновение мужчины. Останки некоторых из исчезнувших были найдены спустя несколько лет. Личность виновного в этих преступлениях в последующие годы так и не была установлена.

## Исчезновение Кристины Уайт
28 апреля 1979 года пропала без вести 12-летняя Кристина Ли Уайт, которая в тот день после занятий в школе вместе с подругой посетила ярмарку в городе Асотин, штат Вашингтон. После посещения мероприятий девушка из дома подруги позвонила своей матери и пожаловалась на плохое самочувствие. Вечером того же дня, после некоторого улучшения, Уайт приняла решение отправиться домой. Она была замечена сразу несколькими свидетелями в разных частях города передвигавшейся на велосипеде белого цвета, но домой она так и не вернулась. Её школьный рюкзак и школьные принадлежности были найдены разбросанными на территории фермы, расположенной на окраине города спустя несколько недель. Несмотря на обширные розыскные мероприятия, её местонахождение впоследствии найти не удалось и её дальнейшая судьба в последующие годы так и осталась неизвестной.

## Исчезновение Кристин Дэвид
26 июня 1981 года стало известно о исчезновении студентки Айдахского университета 22-летней Кристин Ноэль Дэвид. В тот день девушка отправилась в поездку на велосипеде из Москвы в город Льюистон, после чего пропала без вести. Её расчленённые останки были найдены 4 июля того же года в водах реки Снейк недалеко от города Кларкстон, на территории соседнего штата Вашингтон.

## Исчезновение Кристин Нельсон, Жаклин Миллер и Стивена Пирсолла
12 сентября 1982 года в городе Льюистон в течение нескольких часов исчезло сразу трое человек. В дневное время суток 21-летняя Кристина Дайэн Нельсон и её сводная сестра 18-летняя Жаклин Энн Миллер  покинули квартиру Нельсон для похода в продуктовый магазин, расположенный в центре города рядом с театром «Lewiston Civic Theater», после чего пропали без вести. Через несколько часов стало известно об исчезновении 35-летнего Стивена Пирсолла, работника театра «Lewiston Civic Theater», который после рабочего дня отправился в прачечную, после чего также пропал без вести. В ходе расследования полицией было установлено, что все трое пропавших без вести были между собой знакомы. Кристина Нельсон проживала по соседству со Стивеном Пирсоллом, также работала в театре «Lewiston Civic Theater» и училась вместе с ним в колледже Lewis–Clark State College. Разложившиеся останки Нельсон и Жаклин Миллер были впоследствии обнаружены 19 марта 1984 года в сельской местности на территории небольшого города Кендрик, в 35 милях от Льюистона. Местонахождение Стивена Пирсолла или его останков в последующие годы обнаружено не было.

## Расследование
В ходе расследования в разные годы в качестве виновного подозревались несколько человек. В 1984 году подозреваемым стал серийный убийца Оттис Тул. После ареста Тул неожиданно признался в совершении убийства Кристины Уайт. К тому времени он был уже третьим человеком, который сознался в совершении её убийства. Несмотря на то, что Тул поведал следствию некоторые детали убийства, в ходе нескольких допросов признание Тула отражало большое несоответствие в датах и географических данных, благодаря чему в конечном итоге он был исключён из числа подозреваемых
В 1995 году полиция Льюистона объявила, что существует вероятность того, что Нельсон, Миллер и Пирсолл были убиты  другим сотрудником театра, в котором работали Пирсон и Нельсон. Подозреваемый признал тот факт, что присутствовал в театре вечером в день исчезновения молодых людей, а также поведал, что проживал в доме по соседству с подругой Кристины Уайт и в день её исчезновения в 1979 году разговаривал с ней продолжительное время. В ходе допросов подозреваемый отказался признать своё причастие к убийствам и исчезновениям молодых людей и согласился пройти проверку на полиграфе, результаты которой показали высокую достоверность сообщённой им информации, на основании чего подозрения с него были сняты и его имя никогда не разглашалось общественности, тем не менее через три года он стал снова подозреваемым в серийных убийствах, совершённых в городе Спокан, штат Вашингтон, за которые впоследствии был осуждён местный житель и серийный убийца Роберт Ли Йетс.